# Abel Manta
Abel Abrantes Manta (Gouveia, 12 octobre 1888 - Lisbonne, 9 août 1982) est un artiste peintre et professeur portugais. C'est un membre majeur de la première génération de peintres modernistes (pt).
Formé à Lisbonne (1908-1915) et Paris (1919-1925), auteur d'une œuvre centrée sur des catégories diverses (portrait, paysage, nature-morte), Abel Manta se distingue en particulier, dans le paysage portugais, comme « le plus grand portraitiste de notre temps ».

## Biographie
Abel Manta est né à Gouveia en 1888 et s'est établi à Lisbonne en 1904. Originaire d'une famille aux moyens modestes, il s'envole vers Lisbonne avec l'appui de la comtesse de Vinhó et Almedina, peintre et admiratrice de « choses d'art ». En 1908, il s'inscrit à l'école des beaux-arts de Lisbonne, où il est l'élève de Carlos Reis et Ernesto Condeixa, avant de terminer son éducation en 1915.
En 1919 il part pour Paris, où il contacte Francisco Franco, Dordio Gomes, Cristino da Silva et João da Silva, avec qui il partage son atelier. Il fréquente le cours de gravure de William Schlumberger, participe au salon La Nationale à Paris en 1921, 1922 et 1923. Il retourne à Lisbonne en 1925 où il expose individuellement au Salão Bobone.
En 1926, il est professeur d'arts décoratifs de l'enseignement technique, à Funchal, l'année suivante il se marie avec Clementina Carneiro de Moura et en 1928 naît leur fils unique, João Abel Manta. En 1934, il est « injustement vaincu » au concours des professeurs de l'école des beaux-arts, enseignant alors jusqu'à sa retraite en 1958 à l'école des arts décoratifs António Arroio.
En 1920 il reçoit le troisième prix de peinture de la SNBA. Dix ans plus tard, il participe au premier salon des indépendants à Lisbonne ; à partir de cette date il participe à d'innombrables expositions collectives, en recevant divers prix, en particulier le prix Silva Porto, S.N.I. en 1942 et le 1er Prix de Peinture, première exposition d'arts plastique de la fondation Calouste Gulbenkian, Lisbonne, 1957.
En 1965, il réalise une exposition rétrospective à la SNBA, à Lisbonne, en parallèle avec Dordio Gomes.
Bien que discret dans ce qu'il montre au public, Manta appartient intégralement à la vie intellectuelle de son temps. Intime avec les grands de son temps, il participe régulièrement à des réunions comme celles du café A Brasileira, dans le quartier du Chiado, à Lisbonne. En 1979, il a été décoré commandeur de l'Ordre de Sant'Iago de l'Épée par le Président de la République portugaise, António Ramalho Eanes.
Dans sa ville natale, Gouveia, est inauguré en février 1985 le musée Abel Manta, dans un bâtiment du XVIIIe siècle, le vieux manoir des comtes de Vinhó et Almedina, mécènes des études artistiques d'Abel Manta. La collection inclut ses œuvres mais aussi celles d'autres artistes importants, parmi lesquels Vieira da Silva, Joaquim Rodrigo, Júlio Resende, Júlio Pomar, Menez et Paula Rego.
Il a collaboré au journal Mundo Literário (1946-1948).
Une rue dans le quartier Benfica à Lisbonne porte son nom.

## Œuvre
Pour Abel Manta, comme pour la majorité des peintres modernes portugais, le séjour à Paris fut déterminant. Comme reporté par Adriano de Gusmão, « Un exigeant souffle de rénovation agite et ride la peinture de Abel Manta après sa fructueuse expérience de Paris. » La « découverte de l'impressionnisme et de Cézanne » lui a fourni les instruments pour la définition du cadre de référence de sa production future. « Abel Manta est devenu un peintre  qui assumait une double formation : celle du naturalisme de ses maîtres de l'école des Beaux-arts de Lisbonne, avec une mention spéciale de Carlos Reis, pour la recherche de la lumière et un registre plus immédiat; et la rigueur, la nécessité de construction que le « cylindre, la sphère et le cône » que Cézanne lui a inculqué » « À la marge de tout avant-garde, détestant l'académisme, sincère pour lui-même et avec sa vision des choses, il a réussi à rendre compatibles ces références en lui. »
Bien que sa phase initiale se caractérise par une structuration des formes et de l'espace plus cézannienne, plus géométrique, il ne parait pas possible d'isoler à l'intérieur de son œuvre des périodes hermétiques, clairement démarquées. Centré surtout sur l'observation directe du réel (« Abel Manta est lié – bien sûr ! – au réel. le « motif » est son terrain »), son projet artistique se caractérise par une grande cohérence et continuité.
Abel Manta a élu trois thèmes principaux : la nature morte, les paysages et les portraits. « Son œuvre se définit entre la nature morte cézannienne et un paysage urbain impressionniste qui, surtout dans la maturité, s'est enrichie de portraits notables. »
Au fil des ans, il a peint des portraits de gens notables, comme Bento de Jesus Caraça et Manuel Mendes, des intimes, amis, voisins, s'affirmant « comme le plus grand portraitiste de son temps, capable d'intégrer l'expression psychologique dans un système pictural cohérent, avec une compréhension simultanée plastique du portrait et la compréhension de sa signification humaine et sociale ». Pour comprendre la dimension de cette facette de son œuvre, il vaut la peine de s'arrêter aux autoportraits, « où il nous apparait trapu, franc et réservé[…], une interrogation dans le regard »; ou le confronter à une peinture « avec aura » comme le portrait du violoniste René Bohet, 1930, avec sa figure dans l'ombre et son « corps presque désarticulé, dans un espace triangulaire, […] qui figure autant la musique et son rythme, que le musicien »
On distingue parmi son œuvre le jeu de dames, 1927, qui appartient à la collection du musée du Chiado, où il évoque Clementina Carneiro de Moura en train de jouer avec son frère. D'héritage cézannien (« Une fois de plus c'est en Cézanne et dans la mémoire des joueurs de carte que cette peinture rencontre son ascendence »), celle-ci étant, d'après José Augusto França, « l'œuvre la plus significative de ses possibilités « modernes », [qui lui garantit] une position importante parmi les peintres de sa génération ».
« Attentif à l'atmosphère de la ville ainsi qu'à sa structure », ses paysages urbains nous offrent « des images fidèles mais inespérées par le choix du motif ou de l'angle de vue » Manta a peint les villes de Funchal, Gouveia, ou Lisbonne ; « surtout Lisbonne, où il savait rénover et inventer, répétant et innovant un espace, toujours le même et toujours différent, comme le largo de Camões, lieu commun majeur de sa peinture ». À travers l'exemple de cette série, il est possible de confirmer la régularité de son œuvre, voir que le même thème lui a servi pour gérer, au fil des ans, des peintures tellement similairement lyriques et préoccupées de « l'espace total de la composition » (des peintures auxquelles, d'après José Luís Porfírio, l'expression « impressionnisme, bien qu'impropre », a été associé de manière récurrente).

## Collections / expositions
Abel Manta est exposé dans plusieurs collections et musées, parmi lesquels : Musée du Chiado, Lisbonne, Fondation Calouste Gulbenkian, Lisbonne, Musée municipal d'art moderne Abel Manta, Gouveia

### Expositions individuelles
- 1925 : Salon Bobone, Lisbonne.
- 1965 : Société Nationale des Beaux-Arts (SNBA), Lisbonne.
- 1984 : Festival Avante!, Lisbonne.
- 2010 : Abel Manta (1888-1982): um moderniste oublié, Casa-Museu Medeiros de Almeida, Lisbonne.

### Quelques expositions collectives et prix

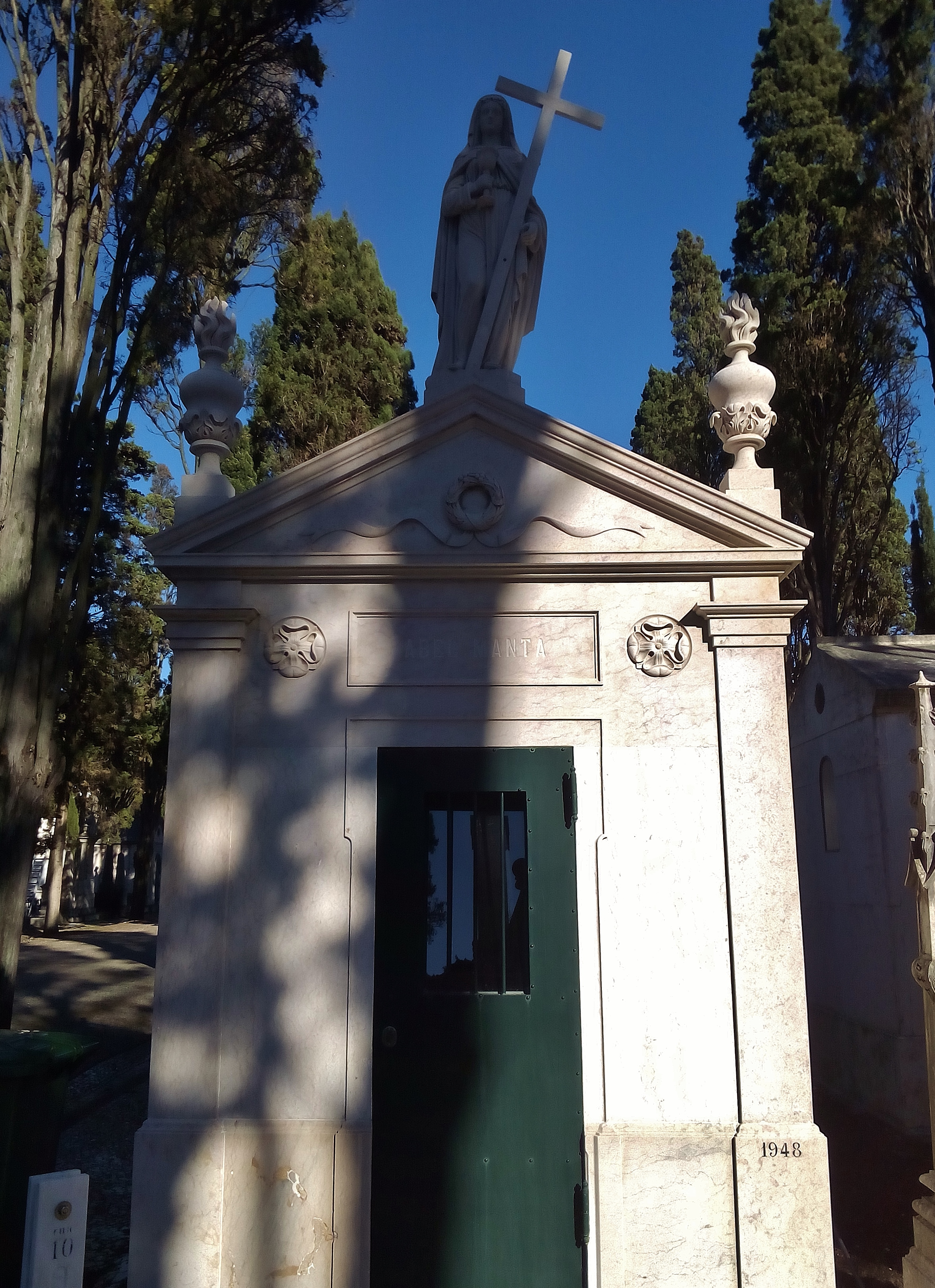
Tombe d'Abel Manta, cimetière des plaisirs.

- 1914 : Mention d'honneur en peinture,  (SNBA), Lisboa.
- 1920 : 3º Prix de peinture, SNBA,  Lisboa .
- 1921, 1922, 1923 : Salon La Nationale, Paris.
- 1923 : Galerie Legripe, Rouen.
- 1930 : I Salon des Independents, Lisbonne.
- 1933 : Exposition colective, SNBA, Lisboa; Exposition colective, Galerie UP, Lisbonne.
- 1934 : 2ª Medaille, SNBA, Lisbonne.
- 1935, 36, 38, 41, 42 : I, II, III e VI Exposition d'art moderne du S.P.N./S.N.I., Lisbone; gagne le Prix Silva Porto (1942).
- 1946-1951 e 1954 : Expositions Générales d'arts plastiques, SNBA, Lisbonne.
- 1949 : 1re Medaille de peinture, SNBA, Lisbonne.
- 1955 : Biennale de Venise, Venise.
- 1957 : I Exposition d'Arts Plastiques de la Fondation Calouste Gulbenkian, Lisboa – Prix de Peinture.
- 1958 : Bienal de S. Paulo, Brésil; Exposition Internationale de Bruxelles.
- 1961 : Salon de printemps, SNBA, Lisboa. Fundation Calouste Gulbenkian: II Exposition d'Arts Plastiques, Lisboa.
- 1965 : Exposition d'Art Portugais 1550-1950, Musée National des Beaux Arts, Rio de Janeiro, Brésil.
- 1967 : Exposition d'Art Portugais, Bruxelles, Paris et Madrid.
- 1972 : Exposition d'Art Portugais aux Siècles XIX e XX dans des Colections Particuliaires, Fondation Calouste Gulbenkian, Lisbonne.
- 1985 : L'imaginaire de la ville de Lisbonne, Centre d'art moderne, Fondation Calouste Gulbenkian, Lisbonne.
- 2009 : Portrait de Famille: Abel Manta, Clementina Carneiro de Moura, João Abel Manta, Isabel Manta, Musée Municipal d'Art Moderne Abel Manta, Gouveia.
- 2010 : Un parcours, deux significations : la collection du musée national d'art contemporain - Musée du Chiado, de l'actualité à 1850, Musée du Chiado, Lisbonne.
- 2012 : Le modernisme heureux : Art Déco au Portugal : peinture, dessin, sculpture, 1921-1960, Musée du Chiado, Lisbonne.
- 2013 : Portrait(s) de famille, Centre culturel de Cascais, Cascais.